# Numerele de înmatriculare auto în Austria
Numerele de înmatriculare în Austria sunt formate din codul orașului, trei cifre și două litere.

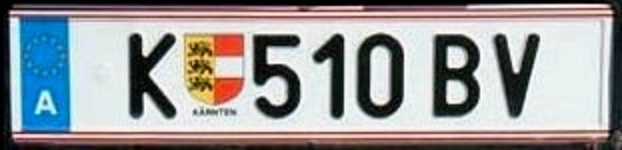
Exemplu de număr de înmatriculare dinAustria

Plăcuțele de înmatriculare din Austria nu trebuie să folosească caractere germane și trebuie să fie ștanțate, între prima literă și însemnele Uniunii Europene, vulturul federal, iar în partea de jos a acestuia, în hologramă, vulturul federal.